# If You Can't Rock Me
 (décembre 2022).
La mise en forme du texte ne suit pas les recommandations de Wikipédia : il faut le « wikifier ».
Les points d'amélioration suivants sont les cas les plus fréquents. Le détail des points à revoir est peut-être précisé sur la page de discussion.
- Les titres sont pré-formatés par le logiciel. Ils ne sont ni en capitales, ni en gras.
- Le texte ne doit pas être écrit en capitales (les noms de famille non plus), ni en gras, ni en italique, ni en « petit »…
- Le gras n'est utilisé que pour surligner le titre de l'article dans l'introduction, une seule fois.
- L'italique est rarement utilisé : mots en langue étrangère, titres d'œuvres, noms de bateaux, etc.
- Les citations ne sont pas en italique mais en corps de texte normal. Elles sont entourées par des guillemets français : « et ».
- Les listes à puces sont à éviter, des paragraphes rédigés étant largement préférés. Les tableaux sont à réserver à la présentation de données structurées (résultats, etc.).
- Les appels de note de bas de page (petits chiffres en exposant, introduits par l'outil «  Source ») sont à placer entre la fin de phrase et le point final[comme ça].
- Les liens internes (vers d'autres articles de Wikipédia) sont à choisir avec parcimonie. Créez des liens vers des articles approfondissant le sujet. Les termes génériques sans rapport avec le sujet sont à éviter, ainsi que les répétitions de liens vers un même terme.
- Les liens externes sont à placer uniquement dans une section « Liens externes », à la fin de l'article. Ces liens sont à choisir avec parcimonie suivant les règles définies. Si un lien sert de source à l'article, son insertion dans le texte est à faire par les notes de bas de page.
- La présentation des références doit suivre les conventions bibliographiques. Il est recommandé d'utiliser les modèles {{Ouvrage}}, {{Chapitre}}, {{Article}}, {{Lien web}} et/ou {{Bibliographie}}. Le mode d'édition visuel peut mettre en forme automatiquement les références.
- Insérer une infobox (cadre d'informations à droite) n'est pas obligatoire pour parachever la mise en page.

Pour une aide détaillée, merci de consulter Aide:Wikification.
Si vous pensez que ces points ont été résolus, vous pouvez retirer ce bandeau et améliorer la mise en forme d'un autre article.
Pistes de It's Only Rock 'n Roll
Ain't Too Proud to Beg
(2)
If You Can't Rock Me est une chanson du groupe de rock britannique The Rolling Stones parue le 18 octobre 1974 sur l'album It's Only Rock 'n Roll.

## Historique et enregistrement
Écrite par Mick Jagger et Keith Richards, la chanson a été enregistrée pendant les sessions de l'album It's Only Rock 'n' Roll aux studios Musicland à Munich en Allemagne, dans la demeure de Stargroves chez Mick Jagger à Newbury et aux studios Island Recording à Londres, en Angleterre. Les ingénieurs du son qui ont participé étaient Keith Harwood, Andy Johns et Glyn Johns.
If You Can't Rock Me est l'une des dernières chansons sur lesquelles le guitariste de Mick Taylor a joué.

## Analyse des paroles
Les paroles sont interprétées sur le double sens du mot "rock", faisant référence à la musique rock et au sexe. La chanson commence avec Jagger chantant sur le fait d'être sur scène et son désir d'avoir des relations sexuelles avec les femmes du public,,. Il ne cherche pas le mariage, il cherche juste à passer la nuit avec l'une d'elles. Selon le critique de Rolling Stone, Jon Landau, le refrain de "Si tu ne peux pas me bercer, quelqu'un le fera" est ce qui fait de la chanson "la chanson énervée et attendue".
Il y a aussi d'autres significations attachées à la chanson. Le journaliste musical James Hector suggère que la phrase "Je pense que je ferais mieux de chanter une chanson de plus" est plus révélatrice que ce que le groupe avait prévu, et il a noté que le groupe enregistrait la chanson pour remplir ses obligations contractuelles envers sa maison de disques. Le biographe des Stones, Martin Elliot, décrit les paroles comme "acides", suggérant qu'elles peuvent refléter l'épuisement du groupe avec le style de vie rock and roll et peut-être même la propre relation de Jagger avec sa femme Bianca.

## Structure musicale
La musique commence rapidement, avec une batterie de Charlie Watts et un jeu de guitare de Mick Taylor,. Sean Egan décrit la chanson comme ayant une certaine énergie, mais estime que l'énergie est "consciente de soi". Steve Appleford déclare que l'énergie provient principalement du chant de Jagger et de la batterie de Watts. Le second guitariste des Stones, Keith Richards, joue également de la basse sur la chanson, qu'Egan décrit comme "exceptionnellement forte",. Richards contribue même un solo de basse. Appleford trouve la mélodie "régulière".
Le critique musical d'Allmusic, Stephen Thomas Erlewine, décrit le "cynisme acide" de la chanson comme "frappant". Mais alors qu'Hector pense que la chanson contient de nombreux ingrédients du succès, y compris "un riff court, un accompagnement solide et une voix profonde, contrairement à ce qui précède, le son." Il pense que la chanson est insuffisante par rapport aux autres chansons d'ouverture d'album des Stones. Héctor critique également les paroles comme "non mémorables", mais il note leur aspect ludique et autoréférentiel. Pour Robert Christgau, c'est quand même la meilleure chanson de l'album.

## Postérité
Les Stones ont interprété If You Can't Rock Me en concert lors de diverses tournées, notamment en 1975, 1976, 2002 et 2003, et il a été inclus sur certains de leurs albums live. Il a été inclus sur l'album live Love You Live (1977), faisant partie d'un medley avec Get Off of My Cloud.

## Personnel
Crédités:
- Mick Jagger: chant
- Mick Taylor: guitare électrique
- Keith Richards: guitare électrique, basse, chœurs
- Charlie Watts: batterie
- Billy Preston: piano
- Ray Cooper: percussion